# Pavlov's Dog

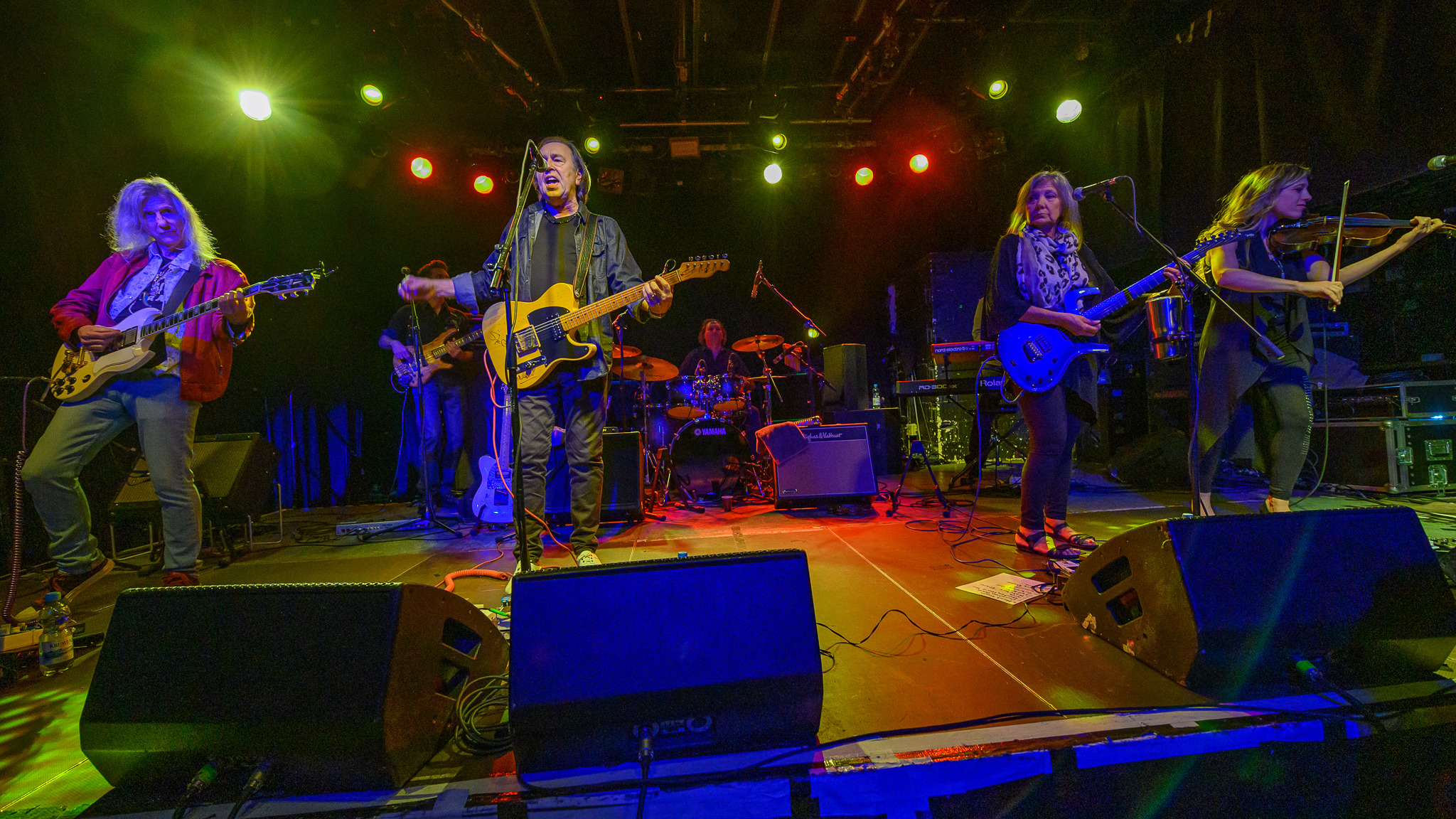
Pavlov's Dog (2019)

Pavlov's Dog es una banda estadounidense de rock progresivo y AOR formada en 1972 en la ciudad de Saint Louis.

## Historia
La banda estaba compuesta originalmente por David Surkamp (vocal y guitarra), Steve Scorfina (guitarra), Mike Safron (batería), Rick Stockton (bajo), David Hamilton (teclado), Doug Rayburn (mellotron y flauta) y Siegfried Carver (nacido Richard Nadler). Richard Nadler dejó la banda después del primer álbum. En 1976, después del lanzamiento del segundo álbum At the Sound of the Bell, David Hamilton dejó la banda, siendo sustituido por Tom Nickeson. El exbatería de Yes Bill Bruford participó en algunas sesiones de la banda, y el tercer álbum, contaba con Kirk Sarkisian en la batería.

## Integrantes
- David Surkamp - vocal y guitarra) (1972-1978)
- Steve Scorfina - guitarra (1972-1978)
- Mike Safron - betería (1972-1978)
- Rick Stockton - bajo (1972-1978)
- David Hamilton - teclado (1972-1976)
- Doug Rayburn - mellotron y flauta (1972-1978)
- Siegfried Carver (1972-1976)
- Tom Nickeson - teclado (1976-1978)

## Discografía en estudio
- Pampered Menial (1974)
- At the Sound of the Bell (1976)
- Third, también lanzado como St. Louis Hounds (1977)
- Lost In América (1990)
- End of the World, publicado como Pavlov´s Dog 2000 (1995)
- Echo & Boo (2010)

## Discografía en directo
- Live and Unleashed (2011)
- The Pekin Tapes, Recorded 1973 (2014)
- House Broken, Recorded 2015  (2016)